# بیلی نیوتن
بیلی نیوتن (انگلیسی: Billy Newton; ۱۴ مهٔ ۱۸۹۳ – ۲۹ آوریل ۱۹۷۳) بازیکن فوتبال بود.
از باشگاه‌هایی که در آن بازی کرده‌است می‌توان به باشگاه فوتبال بلیث اسپارتانس، باشگاه فوتبال استوک‌پورت کانتی، باشگاه فوتبال گریمزبی تاون، و باشگاه فوتبال لستر سیتی اشاره کرد.